# Motor Lublin (piłka nożna) w sezonie 1971/1972
Sezon 1971/1972 był dla Motoru Lublin 5. sezonem na drugim szczeblu ligowym. W trzydziestu rozegranych spotkaniach, Motor zdobył 27 punktów i zajął 13., spadkowe miejsce w tabeli. Trenerem zespołu był Zdzisław Wolsza. W maju 1972 drużyną opiekował się Jerzy Adamiec.

## Przebieg sezonu
Do treningów piłkarze Motoru powrócili 15 lipca. Następnie wyjechali na dziesięciodniowe zgrupowanie do Rumunii, gdzie przebywali do 4 sierpnia. Rozegrali tam mecze sparingowe z Metalurem (1:1), Minerolem (0:0) i Balamorie (1:0). Z zespołu odeszło czterech czołowych piłkarzy: Paweł Śpiewok, Jan Góral, Andrzej Kaczewski i Andrzej Sykta, przybyli zaś między innymi Stanisław Manicki (poprz. Warta Poznań), Jerzy Pulikowski (poprz. Stal Kraśnik) i Leszek Dziełakowski (poprz. Legia Warszawa). Na początku września zawodnikiem Motoru został Jan Przybyło, występujący poprzednio w I-ligowej Stali Rzeszów. Pierwsze zwycięstwo w rozgrywkach Motor odniósł w siódmej kolejce, nad Hutnikiem Nowa Huta. Rundę jesienną Motor zakończył na 9. miejscu.
W przerwie zimowej piłkarze Motoru wznowili treningi 10 stycznia 1972. W pierwszej połowie lutego zespół przebywał na zgrupowaniu w Szklarskiej Porębie, gdzie rozegrał mecze sparingowe z Szombierkami Bytom (2:0) i Zastalem Zielona Góra (1:1). W obydwu meczach zagrali nowo pozyskani zawodnicy: Edward Socha z Avii Świdnik (w ramach wymiany za Andrzeja Oryszkę) i Ryszard Majkowski, występujący poprzednio w Unii Racibórz. 13 lutego zespół wyjechał na tygodniowe zgrupowanie do Jeleniej Góry. 26 lutego Motor rozegrał mecz kontrolny z Avią Świdnik (2:0). W ramach przygotowań do rundy wiosennej zespół miał zaplanowany wyjazd do Bułgarii, który nie doszedł do skutku. W zamian Motor rozegrał na stadionie przy al. Zygmuntowskich mecz sparingowy z Legią Warszawa, w której wystąpili między innymi Kazimierz Deyna, Bernard Blaut, Robert Gadocha i Władysław Stachurski. Mecz zakończył się wynikiem remisowym 1:1, a bramkę dla lublinian zdobył Ryszard Dworzecki. 18 marca Motor rozegrał mecz towarzyski z kolejnym I-ligowcem – ŁKS-em Łódź. Motor wygrał 2:0, a obie bramki zdobył Edward Socha.
Po rozegraniu zaległego meczu w Krakowie z Garbarnią, na trzy kolejki przed zakończeniem sezonu Motor zajmował 9. miejsce w tabeli z dwupunktową przewagą nad strefą spadkową. Następnie zremisował w wyjazdowym spotkaniu ze Śląskiem Wrocław 2:2, mimo iż, podobnie jak w meczu z Garbarnią, prowadził 2:0. W 29. kolejce Motor podejmował również broniący się przed spadkiem Star Starachowice. Przy stanie 1:2 dla gości, w 75. minucie Jan Przybyło nie wykorzystał rzutu karnego. Przed ostatnią kolejką dolna część tabeli prezentowała się następująco:
| Poz | Klub                | M  | Pkt | Bz | Bs |
| --- | ------------------- | -- | --- | -- | -- |
| 12. | Motor Lublin        | 29 | 27  | 24 | 32 |
| 13. | Piast Gliwice       | 29 | 26  | 31 | 45 |
| 14. | Start Łódź          | 29 | 25  | 32 | 35 |
| 15. | Włókniarz Pabianice | 29 | 18  | 18 | 49 |
| 16. | Garbarnia Kraków    | 29 | 16  | 16 | 40 |

W ostatniej kolejce doszło do bezpośredniego spotkania drużyn zagrożonych spadkiem – Piasta Gliwice i Motoru. W 17. minucie Motor objął prowadzenie po bramce Jerzego Krawczyka. W 59. minucie wyrównał z rzutu karnego Karol Fajferek, a drugą bramkę dla gliwickiej drużyny zdobył ten sam zawodnik w 70. minucie z rzutu wolnego. Mimo iż ostatnie pięć minut Motor grał w przewadze, po usunięciu z boiska Andrzeja Molendy, wynik nie uległ już zmianie i zadecydował o utrzymaniu Piasta.

## Mecze ligowe w sezonie 1971/1972
| Data                 | Przeciwnik          | D/W | Miejsce                         | Wynik M/P | Strzelcy                           | Widzów   | Źródło        |
| -------------------- | ------------------- | --- | ------------------------------- | --------- | ---------------------------------- | -------- | ------------- |
|                      |                     |     |                                 |           |                                    |          |               |
| RUNDA JESIENNA       |                     |     |                                 |           |                                    |          |               |
|                      |                     |     |                                 |           |                                    |          |               |
| 8 sierpnia 1971      | GKS Katowice        | D   | Stadion przy al. Zygmuntowskich | 0:1       |                                    | 10 tys.  | [ 19 ] [ 20 ] |
| 14 sierpnia 1971     | ROW Rybnik          | W   | Stadion ROW-u                   | 2:2       | Dworzecki 60', 81' (k)             | 1 tys.   | [ 21 ] [ 22 ] |
| 22 sierpnia 1971     | AKS Niwka           | D   | Stadion przy al. Zygmuntowskich | 0:0       |                                    | 8 tys.   | [ 23 ] [ 24 ] |
| 4 września 1971      | Zawisza Bydgoszcz   | W   | Stadion Zawiszy                 | 0:1       |                                    | 3 tys.   | [ 25 ] [ 26 ] |
| 11 września 1971     | MZKS Gdynia         | D   | Stadion przy al. Zygmuntowskich | 1:1       | Lisiewicz 57'                      | 7 tys.   | [ 27 ] [ 28 ] |
| 18 września 1971     | Urania Ruda Śląska  | W   | Ruda Śląska                     | 0:3       |                                    | 1 tys.   | [ 29 ] [ 30 ] |
| 26 września 1971     | Hutnik Nowa Huta    | D   | Stadion przy al. Zygmuntowskich | 1:0       | Dworzecki 35'                      | 4 tys.   | [ 5 ] [ 31 ]  |
| 3 października 1971  | Start Łódź          | W   | Łódź                            | 1:0       | Kamiński 43'                       | 3 tys.   | [ 32 ] [ 33 ] |
| 9 października 1971  | Garbarnia Kraków    | D   | Stadion przy al. Zygmuntowskich | 0:0       |                                    | 10 tys.  | [ 34 ] [ 35 ] |
| 17 października 1971 | Włókniarz Pabianice | W   | Pabianice                       | 1:0       | Lisiewicz 70'                      | 4 tys.   | [ 36 ] [ 37 ] |
| 23 października 1971 | Lech Poznań         | D   | Stadion przy al. Zygmuntowskich | 0:0       |                                    | 6 tys.   | [ 38 ] [ 39 ] |
| 31 października 1971 | Górnik Wałbrzych    | W   | Wałbrzych                       | 0:1       |                                    | 5 tys.   | [ 40 ] [ 41 ] |
| 7 listopada 1971     | Śląsk Wrocław       | D   | Stadion przy al. Zygmuntowskich | 2:1       | Dworzecki 14', 35'                 | 8 tys.   | [ 42 ] [ 43 ] |
| 14 listopada 1971    | Star Starachowice   | W   | Starachowice                    | 1:3       | Pulikowski 51'                     | 10 tys.  | [ 44 ] [ 45 ] |
| 21 listopada 1971    | Piast Gliwice       | D   | Stadion przy al. Zygmuntowskich | 1:0       | Pulikowski 40'                     | 4 tys.   | [ 46 ] [ 47 ] |
|                      |                     |     |                                 |           |                                    |          |               |
| RUNDA WIOSENNA       |                     |     |                                 |           |                                    |          |               |
|                      |                     |     |                                 |           |                                    |          |               |
| 26 marca 1972        | GKS Katowice        | W   | Stadion GKS-u                   | 0:2       |                                    | 1,5 tys. | [ 48 ] [ 49 ] |
| 1 kwietnia 1972      | ROW Rybnik          | D   | Stadion przy al. Zygmuntowskich | 0:2       |                                    | 4 tys.   | [ 50 ] [ 51 ] |
| 9 kwietnia 1972      | AKS Niwka           | W   | Niwka                           | 1:1       | Socha 50'                          | 7 tys.   | [ 52 ] [ 53 ] |
| 16 kwietnia 1972     | Zawisza Bydgoszcz   | D   | Stadion przy al. Zygmuntowskich | 1:0       | Majkowski 73'                      | 5 tys.   | [ 54 ] [ 55 ] |
| 23 kwietnia 1972     | MZKS Gdynia         | W   | Stadion MZKS-u                  | 1:2       | Krawczyk 20'                       | 7 tys.   | [ 56 ] [ 57 ] |
| 29 kwietnia 1972     | Urania Ruda Śląska  | D   | Stadion przy al. Zygmuntowskich | 0:0       |                                    | 7 tys.   | [ 58 ] [ 59 ] |
| 7 maja 1972          | Hutnik Nowa Huta    | W   | Stadion Hutnika                 | 0:2       |                                    | 10 tys.  | [ 60 ] [ 61 ] |
| 14 maja 1972         | Start Łódź          | D   | Stadion przy al. Zygmuntowskich | 2:1       | Manicki 30', Pulikowski 45'        | 3 tys.   | [ 62 ] [ 63 ] |
| 27 maja 1972         | Włókniarz Pabianice | D   | Stadion przy al. Zygmuntowskich | 3:2       | Krawczyk 41', Manicki 71', 76' (k) | 6 tys.   | [ 64 ] [ 65 ] |
| 1 czerwca 1972       | Lech Poznań         | W   | Stadion im. 22 Lipca            | 0:1       |                                    | 30 tys.  | [ 66 ] [ 67 ] |
| 4 czerwca 1972       | Górnik Wałbrzych    | D   | Stadion przy al. Zygmuntowskich | 1:0       | Przybyło 15'                       | 5 tys.   | [ 68 ] [ 69 ] |
| 7 czerwca 1972       | Garbarnia Kraków    | W   | Stadion Garbarni                | 2:2       | Majkowski 16', 25'                 | 500      | [ 70 ] [ 14 ] |
| 11 czerwca 1972      | Śląsk Wrocław       | W   | Stadion Śląska                  | 2:2       | Socha 18', Dworzecki 38'           | 9 tys.   | [ 15 ] [ 71 ] |
| 18 czerwca 1972      | Star Starachowice   | D   | Stadion przy al. Zygmuntowskich | 1:2       | Manicki 38'                        | 5 tys.   | [ 16 ] [ 72 ] |
| 25 czerwca 1972      | Piast Gliwice       | W   | Stadion Piasta                  | 1:2       | Krawczyk 17'                       | 10 tys.  | [ 17 ] [ 18 ] |

### Tabela II ligi
| Poz | Klub                | M  | Pkt | Bz | Bs |
| --- | ------------------- | -- | --- | -- | -- |
| 1.  | ROW Rybnik          | 30 | 40  | 35 | 20 |
| 2.  | Lech Poznań         | 30 | 38  | 35 | 17 |
| 3.  | Górnik Wałbrzych    | 30 | 37  | 46 | 25 |
| 4.  | Arka Gdynia         | 30 | 33  | 42 | 25 |
| 5.  | Śląsk Wrocław       | 30 | 33  | 33 | 22 |
| 6.  | GKS Katowice        | 30 | 32  | 30 | 24 |
| 7.  | Hutnik Nowa Huta    | 30 | 31  | 29 | 24 |
| 8.  | Urania Ruda Śląska  | 30 | 31  | 26 | 23 |
| 9.  | Star Starachowice   | 30 | 31  | 40 | 39 |
| 10. | Zawisza Bydgoszcz   | 30 | 29  | 28 | 31 |
| 11. | AKS Niwka           | 30 | 28  | 27 | 31 |
| 12. | Piast Gliwice       | 30 | 28  | 33 | 46 |
| 13. | Motor Lublin        | 30 | 27  | 25 | 34 |
| 14. | Start Łódź          | 30 | 25  | 32 | 39 |
| 15. | Włókniarz Pabianice | 30 | 20  | 19 | 49 |
| 16. | Garbarnia Kraków    | 30 | 17  | 18 | 42 |

## Kadra
| Zawodnik               | Rok ur.   | Występy        | Bramki         | Występy        | Bramki         | Występy   | Bramki    |
| Zawodnik               | Rok ur.   | RUNDA JESIENNA | RUNDA JESIENNA | RUNDA WIOSENNA | RUNDA WIOSENNA | SEZON     | SEZON     |
| Bramkarze              | Bramkarze | Bramkarze      | Bramkarze      | Bramkarze      | Bramkarze      | Bramkarze | Bramkarze |
| ---------------------- | --------- | -------------- | -------------- | -------------- | -------------- | --------- | --------- |
| Leszek Dziełakowski    | 1948      | 9 (1)          |                | 7              |                | 16 (1)    |           |
| Adam Suszek            | 1946      | 6              |                | 8              |                | 14        |           |
| Obrońcy                |           |                |                |                |                |           |           |
| Władysław Bucki        | 1942      | 15             |                | 14             |                | 29        |           |
| Czesław Buda           | 1951      | 10             |                | 13 (1)         |                | 23 (1)    |           |
| Bogdan Kałkus          | ????      | 2              |                | —              | —              | 2         |           |
| Jan Lisiewicz          | 1947      | 15             | 2              | 6              |                | 21        | 2         |
| Jacek Rudak            | 1939      | 8              |                | —              | —              | 8         |           |
| Marek Rybka            | 1948      | 7              |                | 6 (1)          |                | 13 (1)    |           |
| Marek Skrzypczyński    | 1953      | —              | —              | 2 (1)          |                | 2 (1)     |           |
| Władysław Żmuda        | 1954      | 4 (1)          |                | 9 (2)          |                | 13 (3)    |           |
| Pomocnicy i napastnicy |           |                |                |                |                |           |           |
| Ryszard Dworzecki      | 1947      | 15             | 5              | 14 (1)         | 1              | 29 (1)    | 6         |
| Tadeusz Kamiński       | 1944      | 14 (1)         | 1              | 10             |                | 24 (1)    | 1         |
| Jerzy Krawczyk         | 1953      | 14             |                | 11 (2)         | 3              | 25 (2)    | 3         |
| Ryszard Majkowski      | 1950      | —              | —              | 12 (2)         | 3              | 12 (2)    | 3         |
| Stanisław Manicki      | 1947      | 15             |                | 15             | 4              | 30        | 4         |
| Mieczysław Marciniuk   | 1952      | 9 (2)          |                | 2 (5)          |                | 11 (7)    |           |
| Jan Mrozik             | 1953      | 4 (5)          |                | —              | —              | 4 (5)     |           |
| Andrzej Oryszko        | 1944      | 6 (4)          |                | —              | —              | 6 (4)     |           |
| Jan Przybyło           | 1947      | 1              |                | 13 (2)         | 1              | 14 (2)    | 1         |
| Jerzy Pulikowski       | 1952      | 11 (4)         | 2              | 14             | 1              | 25 (4)    | 3         |
| Edward Socha           | 1948      | —              | —              | 10 (5)         | 2              | 10 (5)    | 2         |
| Zbigniew Stawiszyński  | 1953      | 0 (1)          |                | 0 (2)          |                | 0 (3)     |           |

## Puchar Polski na szczeblu centralnym
| Data             | Runda | Przeciwnik          | D/W | Miejsce   | Wynik M/P  | Strzelcy                   | Źródło        |
| ---------------- | ----- | ------------------- | --- | --------- | ---------- | -------------------------- | ------------- |
| 29 sierpnia 1971 | I     | Włókniarz Białystok | W   | Białystok | 2:2 k. 3:4 | Kamiński 47', Krawczyk 52' | [ 73 ] [ 74 ] |